# Dullah Omar
Dullah Omar, właśc. Abdullah Mohamed Omar (ur. 26 maja 1934 w Kapsztadzie, zm. 13 marca 2004) – południowoafrykański polityk i prawnik.
W 1957 ukończył studia prawnicze na Uniwersytecie w Kapsztadzie. Bronił działaczy Kongresu Panafrykańskiego i Afrykańskiego Kongresu Narodowego; sam działał m.in. w Zjednoczonym Froncie Demokratycznym i ruchu na rzecz praw człowieka. W 1989, w ostatnich miesiącach uwięzienia Mandeli, był jego rzecznikiem.
W 1994 został mianowany członkiem gabinetu prezydenta Mandeli, który powierzył mu Ministerstwo Sprawiedliwości. Zasłużył się w procesie przemian południowoafrykańskiego systemu prawnego po upadku apartheidu. Powierzono mu dodatkowo rolę występowania jako pełnomocnik głowy państwa pod nieobecność w kraju prezydenta i wiceprezydenta. Od 1999 w rządzie prezydenta Mbekiego był ministrem transportu.